# P.S. I Love You (film)
A P.S. I Love You (eredeti cím: P.S. I Love You) 2007-ben bemutatott amerikai romantikus film Richard LaGravenese rendezésében, Hilary Swank és Gerard Butler főszereplésével. Alapjául Cecelia Ahern azonos című, Magyarországon Ui.: Szeretlek címmel megjelent regénye szolgált.

## Cselekmény
Holly Kennedy, a gyászoló özvegy felfedezi, hogy nemrégiben, betegségben elhunyt férje tíz üzenetet hagyott számára, melyekben különböző feladatokkal bízza meg, hogy megkönnyítse a nehéz időszakot és segítse egy új élet elkezdésében.

## Szereplők
| Karakter                | Színész               | Magyar hang      |
| ----------------------- | --------------------- | ---------------- |
| Holly                   | Hilary Swank          | Pikali Gerda     |
| Gerry                   | Gerard Butler         | Széles László    |
| Denise                  | Lisa Kudrow           | Nyírő Bea        |
| Sharon                  | Gina Gershon          | Fullajtár Andrea |
| John                    | James Marsters        | Rajkai Zoltán    |
| Patricia                | Kathy Bates           | Molnár Piroska   |
| Daniel                  | Harry Connick, Jr.    | László Zsolt     |
| Ciara                   | Nellie McKay          | Sánta Annamária  |
| William                 | Jeffrey Dean Morgan   | Király Attila    |
| George                  | Christopher Whalen    |                  |
| Tom                     | Dean Winters          |                  |
| Rose Kennedy            | Anne Kent             | Bókai Mária      |
| Martin Kennedy          | Brian McGrath         | Surányi Imre     |
| Barbara                 | Sherie Rene Scott     |                  |
| Vicky                   | Susan Blackwell       | Molnár Zsuzsa    |
| Ted                     | Michael Countryman    |                  |
| Pap                     | Roger Rathburn        | Csuha Lajos      |
| Idős hölgy              | Rita Gardner          |                  |
| Menyasszonyi ruha szabó | Gayton Scott          |                  |
| Patsy                   | Brian Munn            |                  |
| Férfi táblával          | Shepherd Frankel      |                  |
| Kidobóember             | Richard Wallace Smith |                  |
| Manónak öltözött srác   | Mike Doyle            | Magyar Bálint    |
| Postás                  | Don Sparks            |                  |
| Pincérnő                | Caris Vujcec          |                  |
| Helyi csaj              | Alexandra McGuinness  |                  |
| Csapos                  | Aonghus Og McAnally   |                  |